# Скрытоглавы
Скрытоглавы (лат. Cryptocephalinae) — подсемейство жуков из семейства листоедов.

## Описание
Название своё получили вследствие того, что голова их является прикрытой первым члеником груди (prothorax); усики нитевидные, грудной щиток округленный или цилиндрический; надкрылья сзади округленные. Личинки делают себе коконы из собственных испражнений; в них они и живут, и передвигаются.
Огромное число видов этого рода (около 800) живёт во всех частях света на различных растениях. Сосновый скрытоглав (Cryptocephalus pini), желтоватого цвета с чёрными головой, грудным щитом и концом усиков, длиною около 4 мм, объедает хвою и почки на соснах, но большого вреда не приносит, так как не появляется в значительном количестве.

## Экология и местообитания
Личинки живут на поверхности почвы под опавшей листвой. Личинки в основном детритофаги, лишь несколько видов листоедов (их личинки) питаются живыми листьями.

## Систематика
Две трибы — Fulcidacini (=Chlamisini) и Clytrini, могут также рассматриваться в качестве подсемейств.
Некоторые роды скрытоглавов:
- Cryptocephalus O.F. Müller 1764
- Acolastus Gerstaecker, 1855
- Chlamisus Rafinesque, 1815
- Melixanthus Suffrian, 1854
- Pachybrachis Chevrolat, 1837
- Stylosomus Lacordaire, 1845